# Buonanotte Bettina
Buonanotte Bettina és un musical italià de Garinei i Giovannini escrit en 1956 i estrenat en 1958. Les personatges principals són Andrea i la seva esposa Nicoletta.

## Argument
El pare d'Andrea i la mare de Nicoletta amaguen o revelen una atracció entre ells. L'editor romà Colibò troba un manuscrit d'una novel·la titulada "Bona nit Bettina", per casualitat en un taxi.
El contingut és calent. Amb tons que oscil·len entre l'atrevit i el romàntic, relata les sensuals trobades entre Bettina i el rude camioner Joe. L'editor considera el treball com un descobriment editorial i es proposa trobar a l'autor. Nicoletta, una jove i discreta esposa, descobreix que la seva novel·la s'està convertint en un esdeveniment editorial i té la intenció de contactar amb Colibò per ser reconeguda com a autora.
Andrea, l'espòs de Nicoletta, empleat de banc, no es veu a si mateix com un Joe tan masculí, i el sorprèn la imatge pública de la seva esposa com una aventurera luxuriosa. Li agradaria que ella romangués desconeguda, usant un pseudònim, sospitant una autobiografia de Nicoletta en la novel·la, consumint-se de gelosia.
Produint-se malentesos i esdeveniments imprevistos de tota mena, la novel·la condueix a un final bastant tranquil·litzador.

## Adaptació per al cinema
També hi ha una versió cinematogràfica de 1967 dirigida per Eros Macchi.